# Samuel P. Ferguson
Samuel P. Ferguson ist ein US-amerikanischer Mathematiker. Er ist bekannt für seinen Beitrag zum Beweis der Kepler-Vermutung mit Thomas C. Hales.
Ferguson erhielt 1991 seinen Bachelor-Abschluss in Mathematik an der Brigham Young University und wurde 1997 an der University of Michigan bei Thomas C. Hales promoviert (Sphere packings V). Danach arbeitete er für die National Security Agency.
Teil seiner Dissertation war sein Beitrag zur Lösung der Keplervermutung über Kugelpackungen. Hales hatte das Problem in rund 5000 Einzelfälle von Kugelpackungen zerlegt. Das schwierigste dieser Probleme wies er Ferguson als Doktorarbeit zu (Pentahedrisches Prisma). Ferguson schrieb auch einen Großteil des Computercodes, der wesentlich für die Lösung des Problems war und optimierte die Algorithmen.
2009 erhielt er mit Hales den Fulkerson-Preis.

## Schriften
- mit Thomas Hales, Jeffrey Lagarias (Herausgeber): The Kepler conjecture. The Hales-Ferguson proof. Springer Verlag, 2011
- Thomas Hales, Samuel Ferguson (Herausgeber Gábor Fejes Tóth, Jeffrey Lagarias): Sonderheft von Discrete & Computational Geometry, Band 36, 2006, Nr. 1 zum Beweis des Kepler-Vermutung. Darin:
  - mit Hales: A Formulation of the Kepler Conjecture. S. 21–69; Ferguson Sphere Packings, V. Pentahedral Prisms, S. 167–204
- mit Hales Teil 5 von Hales A proof of the Kepler conjecture. In: Annals of Mathematics. Band 162, 2005, S. 1065–1185